# Rudolf Homberger
Rudolf Felix Homberger (Schaffhausen, 11 de abril de 1910-Schaffhausen, 13 de abril de 1999) fue un deportista suizo que compitió en remo. Fue hermano de los también remeros Alex Homberger y Hans Homberger.
Ganó una medalla de plata en el Campeonato Europeo de Remo de 1935, en la prueba de ocho con timonel.

## Palmarés internacional
| Campeonato Europeo | Campeonato Europeo | Campeonato Europeo | Campeonato Europeo |
| Año                | Lugar              | Medalla            | Prueba             |
| ------------------ | ------------------ | ------------------ | ------------------ |
| 1935               | Berlín (Alemania)  | Medalla de plata   | Ocho con timonel   |